# Marina Bulatović
Marina Bulatović (rođ. Lazarević; Beograd, 7. jul 1964) srpska je konsultantkinja za odnose sa javnošću, novinarka i književnica, koja živi i radi u Kanadi.

## Biografija
Karijeru je započela devedesetih godina XX veka, u rodnom Beogradu, na pozicijama menadžera, konsultanta i direktora sektora odnosa sa javnošću u kompanijama i marketinškim agencijama: „Ogilvy & Mather”, „Communis”, „Eunet”... Piše za časopise i veb-portale u Srbiji i Kanadi: RTS – Program za dijasporu, „Sputnjik”, „Pečat”, „Ilustrovana Politika”, RT, „SAN”.
Godine 2007. se odselila u Saudijsku Arabiju u kojoj je živela sve do leta 2016, a onda je otišla put Kanade. Napisala je preko dvesta pedeset novinarskih članaka o kulturi, tradiciji, arhitekturi, ekonomiji i svakodnevici Saudijske Arabije. Priredila je fotografske izložbe pod nazivom „Saudijska Arabija iz mog objektiva” – u Beogradu 2009. i Podgorici 2010. Pokrovitelji izložbe u Crnoj Gori bili su predsednik Filip Vujanović i ministar kulture, sporta i medija Branislav Mićunović. Predsednik Kraljevske komisije za Džubail i Janbu princ Saud ibn Abdulah ibn Tunajan El Saud (Saud bin Abdullah bin Thunayyan Al-Saud) poslao joj je dve zahvalnice zbog promocije Saudijske Arabije u vreme kada tadašnja Srbija i Crna Gora nisu imale diplomatske odnose sa ovom zemljom. Izdavačka kuća „Vulkan” objavila je njen prvi roman „Nina od Arabije” 2013. Početkom 2017. srpski glumci Neda Arnerić, Ljiljana Blagojević, Iva Štrljić i Nenad Nenadović su korisnicima društvenih mreža predstavili odlomke iz romana kroz kratke video-zapise.
U saradnji sa Marinom Bulatović, Fondacija „Ana i Vlade Divac” je 2018. darovala knjige za osamdeset gradskih biblioteka, srednjih škola i gimnazija širom Srbije.
Tokom istraživanja za potrebe pisanja romana „Srećna srpska Nova godina”, čije se izdavanje očekuje 2025, Marina Bulatović je pronašla grob ćerke Mihajla Pupina – Varvare Pupin, koju je dobio 1890. u braku sa Amerikankom Sarom Katarinom Džekson iz Njujorka. Varvara je sahranjena na groblju Vudlon u Bronksu, na istoj parceli na kojoj počivaju i njeni roditelji. Inače, Pupin je jedan od junaka ovog romana, pored Nikole Tesle, Milene Pavlović Barili, Mileve Marić Ajnštajn i Milutina Milankovića.
Uvršćena je u „Enciklopediju nacionalne dijaspore”, koju uređuje Ivan Kalauzović Ivanus.
Članica je Nezavisnog udruženja novinara Srbije od 1998. i Izvršnog odbora Teslinog memorijalnog društva Njujorka od 2010.
Živi u Kanadi sa suprugom Budislavom Bulatovićem.

## Bibliografija

### Romani
- Nina od Arabije – prvo i drugo izdanje (Beograd, 2013)[19]
- Nina od Arabije – treće izdanje, izmenjeno i dopunjeno (Pančevo, 2016)[20]
- Srećna srpska Nova godina (u pripremi)

### Scenario
- Tesla: prošlost, sadašnjost i budućnost – koscenarista pozorišne predstave za decu (2022)[21][22]

## Nagrade i priznanja
- Priznanje za ličnu i građansku inicijativu u oblasti komunikacija Društva Srbije za odnose s javnošću za projekat „Saudijska Arabija iz mog objektiva” (Beograd, 2010)[23][24]
- Priznanje Kluba privrednih novinara (Beograd, 2010)[25]
- Sertifikat i medalja za promociju imena i dela Nikole Tesle i Teslinog naroda Tesline naučne fondacije (Beograd, 2018)[26]
- Nagrada „U duhu Tesle” za 2019. godinu Tesline naučne fondacije (Njujork, 2020)[27]
- Priznanje Teslinog memorijalnog društva Njujorka povodom iniciranja rođendana Nikole Tesle za nacionalni Dan nauke u Republici Srpskoj i Srbiji (Njujork, 2020)[28][29][30]
- Titula „Tesla ambasador” Ministarstva spoljnih poslova Srbije u okviru strateške kampanje srpske diplomatije „Tesla – energija mira” (2023)[31][32]
- Nagrada „U duhu Tesle” za 2023. godinu Tesline naučne fondacije (Njujork, 2024)[33]

## Literatura
- Bulatović Barny, M. (2013). Nina od Arabije. Beograd: Vulkan. ISBN 978-86-10-00540-0.
- Kalauzović, I. (2025). Enciklopedija nacionalne dijaspore. Ниш: Impressions. ISBN 978-86-82470-02-1.

## Spoljašnje veze
- Zvanični veb-sajt
- Glumica Neda Arnerić čita odlomak iz romana „Nina od Arabije” Marine Bulatović, YouTube, 2017.
- Glumac Nenad Nenadović čita odlomak iz romana „Nina od Arabije” Marine Bulatović, YouTube, 2017.
- Glumica Iva Štrljić čita odlomak iz romana „Nina od Arabije” Marine Bulatović, YouTube, 2017.